# Pornografia (romanzo)
Pornografia è un romanzo dello scrittore polacco Witold Gombrowicz, naturalizzato argentino, pubblicato originariamente nel 1960. In Italia è conosciuto anche in un'edizione, censurata in alcuni passaggi, intitolata La seduzione. Al tempo della scrittura e della pubblicazione del romanzo, Gombrowicz viveva in Argentina; era rimasto lontano dalla sua Polonia per l'intero periodo della Seconda guerra mondiale, durante il quale il romanzo è ambientato.

## Trama
Nel 1943, durante l'occupazione nazista della Polonia, un uomo che ha lo stesso nome dell'autore, Witold Gombrowicz, entra in affari con una recente conoscenza di nome Fryderyk. I due si recano insieme in campagna, a casa del proprietario terriero Hippolyte S. Qui conoscono la figlia sedicenne Henia che è promessa sposa a un giovane avvocato di nome Vaclav.
Fryderyk convince Witold a tramare per fare in modo che Henia lasci il fidanzato e si metta con il garzone Karol, suo coetaneo, ma non è un'impresa semplice: tra i due minorenni sembra non esserci attrazione, forse perché sono cresciuti insieme fino da bambini. Henia non vuole saperne dell'amico d'infanzia.
Soprattutto Fryreryk sembra morbosamente affascinato dalla gioventù, che si è lasciato alle spalle da tempo. Si presagisce la tragedia: durante una visita a casa del fidanzato Vaclav, la madre di costui, Amelia, rimane uccisa per impedire un furto nella dispensa. L'omicida è un altro garzone, Skuziak, che viene imprigionato in una stanza da casa di Hippolyte. Nessuno vuole ricorrere alla polizia, anche perché nel frattempo il padrone di casa accetta di ospitare e nascondere anche Siemian, uno dei capi dell'esercito libero polacco che porta avanti la Resistenza contro l'invasore.
Queste complicazioni non trattengono Fryderyk dal giocare con la vita e i sentimenti dei ragazzi. Convince con uno stratagemma Henia e Karol a appartarsi in campagna e lasciarsi andare a giochi di confidenze, mentre il suo complice Witold fa in modo che Vaclav li veda. Da questo momento ha inizio il turbamento del promesso sposo, che vorrebbe convincersi si tratti solo di gesti naturali per ragazzini cresciuti insieme.
La principale motivazione di Witold e Fryderyk è probabilmente la noia, e una morbosa volontà di adorare e al tempo stesso compromettere, sporcare la gioventù dei due minorenni. Con le loro trame riescono a trasformare la propria perversione in un motore di tragedia.
L'occasione nasce quando la Resistenza ordina l'esecuzione di Siemian, che si è lasciato andare alla depressione e vorrebbe ritirarsi dalla lotta armata. Hippolyte si incarica della sua eliminazione, ma Fryderyk lo convince che non ne sarebbe capace. In realtà ha meditato una macchinazione per coinvolgere i giovani: sarà Karol, il garzone fedele al padrone e alla Resistenza, a uccidere con il coltello, e Henia farà in modo che la vittima apra la porta.
Le conclusione però è un triplice delitto perché Vaclav, stravolto dal pensiero della perdita dell'amore di Henia, si incarica di portare a termine in segreto l'esecuzione di Siemian e fa in modo di essere ucciso al posto del partigiano. Contemporaneamente, Fryderyk uccide a sangue freddo Skuziak.

## Critica
"Non credo in una filosofia non erotica. Diffido del pensiero asessuato" scrisse Gombrowicz, ma il suo erotismo è un concetto profondamente diverso dall'accezione comune: permea ogni atteggiamento, ogni momento della vita, al punto che ogni atto diventa pornografia. Lungi dal risultare anche lontanamente pornografica, la storia è una riflessione sul significato del desiderio in senso lato, non solo puramente sessuale, e soprattutto sull'uomo messo a confronto con le sue pulsioni più profonde.
Le motivazioni dei due uomini di mezza età non si limitano al semplice voyeurismo né alla morbosità in senso stretto: ci sono anche, dietro la violenza delle loro intenzioni, la nostalgia della giovinezza e l'invidia della bellezza, forse persino paura della vecchiaia: Basta con la giovinezza dolce e semplicemente graziosa! Qui si trattava di creare un'altra giovinezza, permeata in modo tragico dalla presenza nostra, degli adulti. Questa pornografia del sentimento delineata da Gombrowicz è tutt'altro che lineare: richiede un grande coraggio e una certa dose di auto-inganno per non ammettere una sconfitta esistenziale come quella del partigiano Siemian.

## Edizioni
- Witold Gombrowicz, Pornografia, Universale economica, Feltrinelli, 2005,  p. 212, ISBN 978-88-07-81862-2.